# Rastovača (Posušje, BiH)
Rastovača je naseljeno mjesto u općini Posušje, Federacija Bosne i Hercegovine, BiH.

## Stanovništvo

### Popisi 1971. – 1991.
| Rastovača          |                |                |                |
| godina popisa      | 1991.          | 1981.          | 1971.          |
| Hrvati             | 1418 (98,74 %) | 1180 (99,83 %) | 1161 (99,91 %) |
| Srbi               | 1 (0,06 %)     | 0              | 0              |
| Muslimani          | 0              | 0              | 0              |
| Jugoslaveni        | 0              | 1 (0,08 %)     | 0              |
| ostali i nepoznato | 17 (1,18 %)    | 1 (0,08 %)     | 1 (0,08 %)     |
| ukupno             | 1436           | 1182           | 1162           |

### Popis 2013.
| Rastovača          |                |
| godina popisa      | 2013.          |
| Hrvati             | 2600 (99,81 %) |
| Srbi               | 0              |
| Bošnjaci           | 0              |
| ostali i nepoznato | 5 (0,19 %)     |
| ukupno             | 2605           |

## Poznate osobe
- Grga Martić, hrvatski franjevac, sakupljač narodnih pjesama, pjesnik, preporodni književnik, kulturni i politički djelatnik
- Petar Bakula, hrvatski politički emigrant i revolucionar
- Filip Bešlić, hrvatski politički emigrant i revolucionar
- Mate Čutura, hrvatski katolički svećenik, franjevac, prevoditelj i pisac